# Bear Bryant

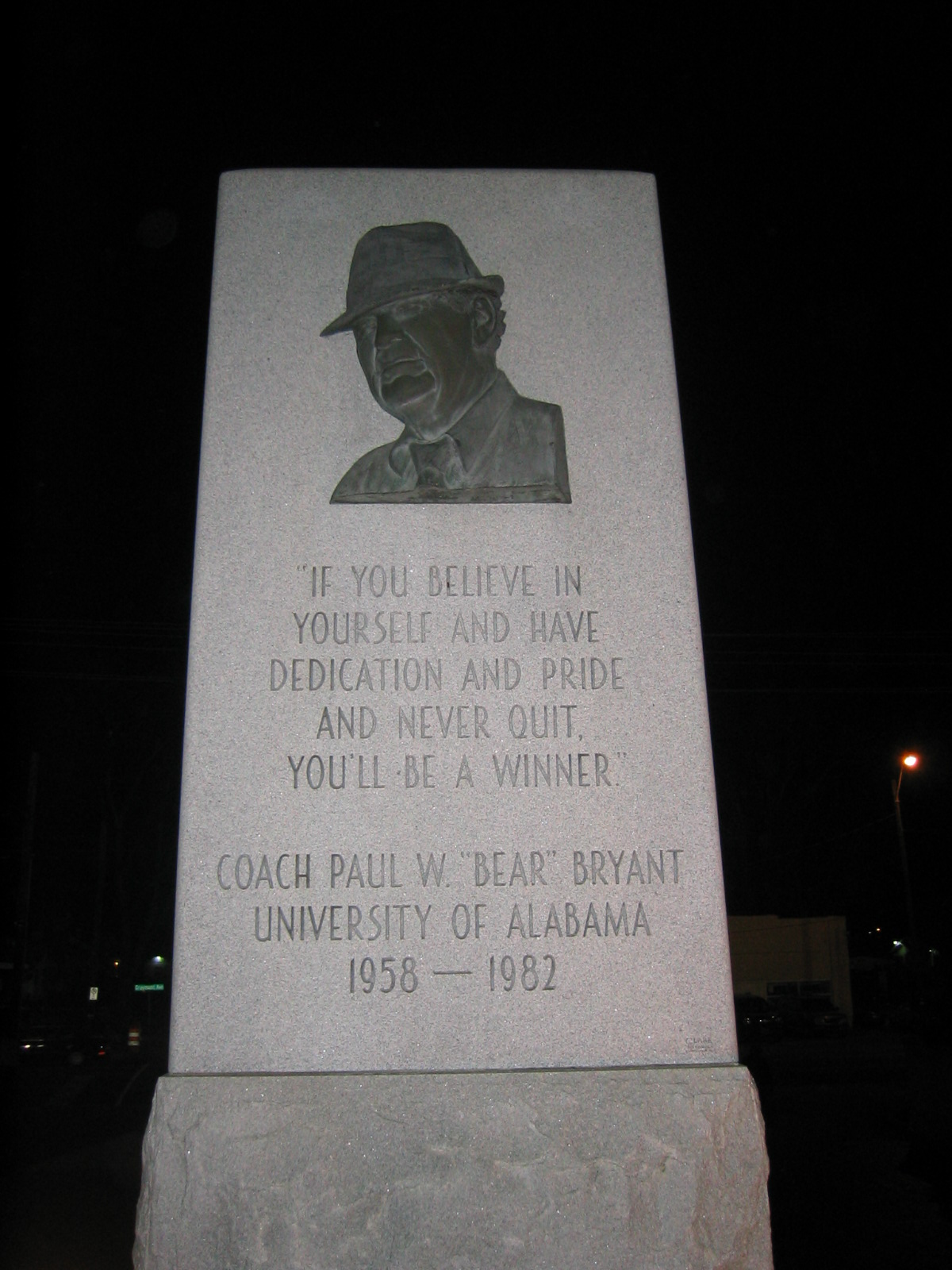
Tumba de Bear Bryant.

Paul William Bryant, Sr., más conocido como Bear Bryant (11 de septiembre de 1913 - 26 de enero de 1983), fue un entrenador de fútbol americano universitario estadounidense.
Fue un jugador multi-posición mientras se encontraba en la preparatoria y continuó jugando de bloqueador en la Universidad de Alabama (1932–1936). Como instructor en la Universidad de Kentucky (1946–1953), su equipo ganó 60 juegos, perdió 23 y empató 5.
Después de entrenar en la Universidad de Texas A&M (1954–1957), regresó a Alabama (1957–1982). Su récord como entrenador en jefe fue de 323 partidos ganados, 85 perdidos y 17 empates, logrando romper la marca de la larga trayectoria de Amos Alonzo Stagg en cuanto a juegos ganados; que a su vez fue superado por Eddie Robinson de la Grambling State en 1985. En total, llevó a Alabama a 28 bowl games y seis campeonatos nacionales. Fue enaltecido al Salón de la Fama del Fútbol Americano Universitario en 1986.